# Vitrac (Dordonha)
Vitrac é uma comuna francesa na região administrativa da Nova Aquitânia, no departamento de Dordonha. Estende-se por uma área de 14,38 km². Em 2010 a comuna tinha 830 habitantes (densidade: 57,7 hab./km²).